# 全美超級模特兒新秀大賽 (第十九季)
《全美超級模特兒新秀大賽》第十九季，是美國真人秀《全美超級模特兒新秀大賽》的第十九季，在2012年8月24日於CW首播。
本季冠軍可以成為New York Model Management及LA Model Management旗下的模特兒，可成為「Nylon」雜誌的封面人物，香水Dream Come True代言人，並將競選Nine West及Smashbox化妝品系列廣告及10萬元美金獎金。

## 每集內容

### 第一集：The Girl Who Makes The Grade
準決賽第一次見面，並享受本季的面試派對。泰雅介紹了本季的新評判－Rob Evans和照片拍攝導演Johnny Wujek。她還透露，粉絲們將也決定誰被淘汰。女孩們透過走秀，向公眾介紹自己。後來，女孩們穿著比基尼拍了照片。女孩們在評審室單對單與評判面試。難忘的參賽者包括Victoria、喜歡迪士尼的Brittany、是演員John James的女兒的Laura、不小心在伸展台上露出她的屁股的Jessie和在高中的卑鄙女孩前者的Kristin。泰雅然後宣布哪十三個女孩將會進行競爭和一起住在全美超級模特兒新秀大賽本季房子。
特別嘉賓：Taryn Manning

### 第二集：The Girl Who Cries Home
女孩們定居後，泰雅增加了一些新轉折，是本季的一部分改變。Rob Evans然後告知女孩們，她們會為她們的下一個挑戰到好萊塢，在俱樂部走秀。Leila和Maria跌跌撞撞，Brittany和Victoria閃耀，Kristin意外地露出她的屁股。最後，Yvonne獲得最高分，贏得了挑戰。在房子，緊張局勢爆發，Destiny質疑她的低分和Kiara指出Destiny可能看起來像一個脫衣舞娘，Destiny告訴其他女孩不知道Kiara和Darian之間的鬥爭。
在拍攝中，女孩們要做美顏拍攝，要做掛在牆上的動物標本，Leila、Laura、Nastasia收到良好的反饋，而Jessie和Destiny掙扎。Kristin注意到她的抱怨態度。雖然Johnny對於Victoria的說話感到厭煩，但Johhny驚訝Victoria有很多的個性。在房子，擔心中的Victoria打電話給她的媽媽和突發眼淚，令一些女孩注意。
在評審室上，Leila、Laura、Nastasia收到很好的反饋意見無論是從評判和大眾評審。Kristin得到最高大眾評審分。Brittany感到震驚的是，粉絲們指出她“自我中心”。Victoria收到的反饋意見不一。Destiny和Jessie包尾，都是最低分。然而，Destiny得到更高的分數，Jessie被淘汰。
Jessie被淘汰後不久，Bryanboy告訴她，如果她在復活賽得到最高大眾評審分，就可復出參賽。
特別嘉賓：Iota Phi Theta Step Team、Jonti, P'Trique

首名：Leila

包尾：Destiny / Jessie

淘汰：Jessie

### 第三集：The Girl Who Wants Out
在這一集裡，女孩們被帶到Cristophe美髮沙龍，在那裡迎接她們的評判。她們發現現在是進行大變身，但也有一些曲折：女孩們可以選擇是否要進行大變身。他們將不會透露每個人的大變身，直至每個人作出了決定她們是否要進行大變身或不。Maria和Victoria拒絕進行大變身，而其他人接受。大多數女孩都滿意自己的大變身。在拍攝大變身過程中，泰雅與Victoria進行了會談，而Maria與Kelly Cutrone進行了會談，然後給她們看自己原本的大變身。Victoria後悔她的決定，並對此表示遺憾。雖然Destiny收到了一個比較突出的大變身，但她感到不滿，擔心她的新髮型讓她看起來像一個女同性戀者。雖然Maria繼續出現遠處，拒絕大變身。但P'Trique提供Tyra Mail，為下一次的拍攝（這集沒有挑戰賽）。
在拍攝中，女孩們要與Rob Evans拍攝裸體照片，顯示她們與他的化學性質。Maria拒絕拍攝照片，理由是她一直懷疑自己，自從她開始了競爭。在與Johnny進一步的交談之後，Maria決定退出競爭，令一些女孩大感欣慰。Kiara和Darian掙扎，而Nastasia不小心用膝蓋頂搶在Rob Evans的腹股溝。
在評審室上，Brittany、Victoria、Leila和Allyssa收到從評判和大眾評審的一致好評。Victoria向評判道歉和承認她的決定。自那以後，她曾試圖捲曲她的頭髮。然而，Victoria獲得了本星期第一名。Yvonne和Darian包尾。然而，Yvonne具有較高的得分，所以，Darian被淘汰。Darian馬上跪在泰雅前面，想泰雅給她第二次機會（可能是因為Maria退出）。泰雅然後接著告訴她和其他女孩，Darian將有機會參與照片拍攝，並有可能復出參賽。
特別嘉賓：Christophe, P'Trique

退出：Maria

首名：Victoria

包尾：Darian / Yvonne

淘汰：Darian

### 第四集：The Girl Who Does What Tyler Perry Says
在房子裡緊張局勢爆發，Kristin沒有Destiny的許可下，Kristin拿了Destiny包裡的打火機。Kristin然後敢狠狠揍了Destiny的臉上，使她會回家。然後，女孩們在第3條街道在聖莫尼卡大道的人行道上，與泰雅和Tyler Perry見面。泰拉和Tyler告訴女孩做什麼，他們隨機挑選的人物角色。Kiara、Laura和Yvonne得到了很高的分數。Victoria令一個遊客生氣，並拋出食物，而Destiny和Leila掙扎。Kiara贏得了挑戰。
然後，他們去環球影城，女孩們要變成世界末日的殭屍。Laura、Leila和Brittany做得很好，Yvonne掙扎。Kiara像一個女孩在音樂視頻和Kristin的態度激怒了Johnny，也掙扎著。在評審室上，Laura收到大眾評審至今的最高票數，得到了很高的分數。從評判，也收到一致好評。然而，Laura獲得了本星期第一名。Krisitn收到從評判分數低的原因，被斥責為太漂亮。Nastasia的身高被質疑。Destiny和Yvonne再次包尾，都具有最低分數。最後，Destiny被淘汰。
特別嘉賓：Tyler Perry

首名：Laura

包尾：Destiny / Yvonne

淘汰：Destiny

### 第五集：The Girl Who Sings For Alicia Keys
由於Laura得到了最好的照片，她將使用Tyra Suite，她選擇了Krisitn加入她。泰雅和Alicia Keys出現了，並且告訴女孩們要為Alicia Keys的慈善機構"讓孩子活著“走秀，他們將一部分的一個慈善時裝秀。Laura負責一切，因為她贏得了最佳圖片。Kelly質疑Laura分配到每個女孩的細節。
在挑戰中，Kiara、Laura、Victoria得到了最高的分數和出價。Kiara贏得了挑戰，選擇了Nastasia陪她到Alicia Keys的演唱會。在房子，Allyssa具有最低挑戰分數。Kiara告訴Leila，Laura說她迷戀自己。Leila然後告訴Laura，她迷上了自己。
在拍攝中，女孩們要冒充被扔在空氣中的啦啦隊隊長。Kristin、Nastasia和Victoria得到稱讚。而Allyssa、Brittany和Leila掙扎。Laura征服了她的恐懼：高度。
在評審室上，大部分的女孩收到的反饋意見不一。Laura被稱讚征服了她的恐懼。但當每一個分數結合起來，Nastasia獲得了本星期第一名。Brittany和Leila包尾，令大部分的女孩和評判感到驚訝。最後，Leila被淘汰了。
特別嘉賓：Alicia Keys, Mara Hoffman, Jonti'

首名：Nastasia

包尾：Brittany / Leila

淘汰：Leila

### 第六集：The Girl Who Gets Pwn'd
Leila被淘汰後，令人震驚。大部分的女孩加強了她們的比賽，而Brittany和Yvonne就惱火Bryanboy對Leila被淘汰的反應。女孩們然後去Culver Studios，迎接他們的是一個視頻遊戲版本的Rob Evans和超級名模Chrissy Teigen。他們宣布她們將扮演一個視頻遊戲的場景。Brittany和Kristin做得很好，而Yvonne看起來並沒有像她想做的挑戰和Victoria的性格雖然被稱讚，但她的身體姿勢是評判的憂慮。Laura留下深刻的印象最，她贏得了挑戰。在房子裡，Victoria擔心她在競爭中的位置，所以她與她的母親有一個情緒化的對話。
對於拍攝的照片，女孩們要與哈利波特電影中貓頭鷹Groovy在火車站拍攝照片，她們將構成一個蒸汽朋克時尚風格。Brittany問Bryanboy關於他的反應在上次評審室和後清楚的事情。Brittany收到了良好的反饋。Laura也得到了稱讚，Kristin有一些問題關於貓頭鷹和努力得到一個鏡頭。Victoria掙扎雖然她講了一個很長的背景故事。
在評審室上，Laura收到評判、大眾評審和挑戰高分的勝利。Brittany表現出色雖然Kelly的話關於她的迪斯尼角色。Victoria和Yvonne包尾。最後，Yvonne被淘汰了。
特別嘉賓：Chrissy Teigen, Taylor Kurosaki, Mike Mukatis, P'Trique

首名：Laura

包尾：Victoria / Yvonne

淘汰：Yvonne

### 第七集：The Girl Who Licks the Floor
大部分的女孩擔心Victoria的健康，因為她沒有吃很多。根據Victoria，她沒有吃很多，因為她想念她的媽媽。Bryanboy告訴女孩們，她們將繼續客場之旅，她們面臨的挑戰，分為兩隊。
每隊有三站路棕櫚泉的道路上，每個女孩拍攝自己在每一站的"隨機模特兒的行為"。大部分的女孩苦苦掙扎。Victoria意外地沒有保存Kiara的片段，這激怒了Kiara。勞拉最終贏得了挑戰。
對於拍攝的照片，她們必須亮相在嚴重和棘手的情況。Brittany、Krisitn和Nastasia得到了稱讚。而Allyssa、Kiara和Laura掙扎。同時，Victoria還為拍攝講了一個很長的背景故事。當她們回到房子，女孩們關注Victoria的健康和面對她。
在評審室上，Brittany、Krisitn和Nastasia得到了良好的反饋。雖然Victoria的照片是一流的，泰雅問女孩們關於她在比賽中的病情和她們的擔憂－Victoria一直減肥。Nastasia獲得最佳照片。泰雅警告Victoria，如果她限制她的食物攝取量，她不得不回家。 Allyssa和Laura包尾。泰雅的最後一張照片遞給Laura，Allyssa被淘汰。
特別嘉賓：Marissa Montgomery, Marvin Scott Jarre

首名：Nastasia

包尾：Allyssa / Laura

淘汰：Allyssa

### 第八集：The Girl Who Comes Back
大部分的女孩造就Victoria的健康，導致Kristin和Victoria之間的緊張關係。Kelly然後告訴女孩們，她們會去面試一些在洛杉磯最大的設計師，設計師只能預訂一個模特兒，但該模特兒可以被預訂一個以上的設計師。Victoria試圖說服Whitney Port和試圖勝過Kiara。Laura崩潰，因為她想去Guess，但只有一點時間去，但她贏得了挑戰。而Brittany和Victoria沒有被任何設計師預訂。
| 設計師           | 預訂的模特兒 |
| ---------------- | ------------ |
| Cecilia Cassini  | Kiara        |
| Charlotte Ronson | Kristin      |
| Guess            | Laura        |
| Lulu Guinness    | Nastasia     |
| Whitney Port     | Laura        |

女孩們去監獄，她們將在那裡拍照片，這是一個時尚的面部照片，這也是一個給年輕的大學生信息。Kiara分享她在監獄裡的經驗，因為她試圖偷了一隻手鐲。
在評審室上，勞拉贖回自己，當她獲得最佳照片。Brittany和Victoria（她告訴評判，她覺得被欺負）包尾。Brittany被淘汰。泰雅告訴Brittany一個女孩會捲土重來。突然，被淘汰的女孩們出來。
特別嘉賓：Markus Barrington, Lulu Guinness, Sarah Boyer, Charlotte Ronson, Whitney Port, Cecilia Cassini, P'Trique

首名：Laura

包尾：Brittany / Victoria

淘汰：Brittany

### 第九集：The Girls Go To Jamaica
情節開始在上一集的延續，被淘汰的女孩們被宣布其中一人會捲土重來。復出系列的分數揭曉後，Leila成功復活。
當女孩們到達牙買加，迎接她們的是一些當地的男模特兒，Kiara與Cory調情。然後，女孩們與泰雅午餐。然後他們遇到Jonti'和Konshens，他們宣布她們面臨的挑戰是一個舞蹈比賽，牙買加音樂中的情緒方面和合作夥伴。Kiara和Nastasia收到了良好的反饋，Leila和Victoria也相當不錯，而Kristin和Laura最低分，這激怒了Kristin。
對於拍攝的照片，女孩們要創建一個三角戀的場景，而在河漂流。Laura、Leila和Nastasia表現出色，而Krisitn掙扎。雖然她有一個驚人的背景故事，Victoria努力拍攝。Kiara被批評因Cory參與拍攝而分心。
在評審室上，Nastasia獲得最佳照片，而Laura第二。Leila獲得了混合意見，泰雅說她的照片有點目錄。Krisitn被批評不試圖使盡渾身解數。最終，Kiara和Victoria包尾。一個點除了多一點，Victoria，本季最有爭議的模特兒之一，被淘汰。
特別嘉賓：Konshens, Jonti'

復活參賽者：Leila

首名：Nastasia

包尾：Kiara / Victoria

淘汰：Victoria

### 第十集：The Girl Who Becomes Art For Tyra
在牙買加逗留期間，女孩們遇到巴布·馬利的的女兒——Cedella，設計了一個時髦的比基尼系列。他們面臨的挑戰是比基尼模特兒，而在海豚上不斷上升。一隻海豚不小心碰到Leila的腿。Laura意外地露出她的乳房。最終，Leila贏得了挑戰，具有最高分數，而Kristin最低分。
後來，女孩們冒昧來到牙買加著名的杜恩河瀑布，映入眼簾的泰雅，是她們的攝影師。女孩們要轉化為戰士公主，體現不同主題的性質。
| 模特兒   | 主題   |
| -------- | ------ |
| Kiara    | 金属   |
| Krisitn  | 纺织品 |
| Laura    | 貝殼   |
| Leila    | 木材   |
| Nastasia | 管道   |

哪女孩能在瀑布下最好姿態，她的照片將出現泰雅的家的牆壁。
在評審室上，Leila獲得廣泛的讚譽，她令人嘆為觀止的照片，獲得本季最佳照片。而Kiara和Nastasia也得到了積極的反饋。Kiara最終被選擇了有她的照片放在泰雅的家中。Laura和Kristin包尾，但Krisitn被淘汰。
特別嘉賓：Cedella Marley, P'Trique

首名：Leila

包尾：Kristin / Laura

淘汰：Kristin

### 第十一集：The Girl Who Freaks Out On Horseback
女孩們面臨的挑戰是為牙買加旅遊局拍電視廣告，她們要編寫自己的劇本，並在自己主演的電視廣告中騎馬。獲勝者可以回來牙買加官方電視台現場拍攝，將在全球播放。Leila害怕，使她掙扎和Nastasia忘了她的台詞。Kiara被選為獲勝者，而Nastasia得到最低分，這讓她擔心。
然後，女孩們拍攝Dream Come true香水廣告，她們將有機會出現在官方的香水廣告。在拍攝中，Nastasia、Leila、Laura掙扎，而Kiara被稱讚。
在評審室上，Kiara被評判稱讚，最終獲得了最佳照片。其次是Leila，Nastasia和Laura包尾，只低於Laura 0.3分的Nastasia被淘汰。
特別嘉賓：Ben Bennett、Yendi Phillips、P'Trique

首名：Kiara

包尾：Laura / Nastasia

淘汰：Nastasia

### 第十二集：The Girl Who Becomes America's Next Top Model
Kelly在街道上與女孩們見面，指導她們通過Nine West廣告。在拍攝Laura中，攝影師Jez Smith和Kelly吵了一架。然後，她們在Half Moon Bay拍攝Nylon雜誌。
最後，最激烈的戰鬥在最有名的－而臭名昭著－在牙買加的蒙特哥灣Rose Hall Great House。被淘汰的參賽者參加決賽，和她們的家庭提供了前所未有的時裝秀，擁抱所有的美麗、文化、歷史和島嶼的音樂。在時裝秀期間，Kiara和Laura表現強勁，而Leila在評判和觀眾面前兩次下跌。
在評審室上，Kiara的Nine West照片被批評，但她的貓步獲得了一致好評。Laura的Nine West照片被稱讚，她的貓步收到了很好的意見。而Leila被嚴厲批評她的貓步，但她的照片收到最好的反饋。然後，女孩們被叫回來，泰雅首先宣布Leila被淘汰。她接著宣布，Laura是全美超級模特兒新秀大賽第十九季冠軍。
特別嘉賓：Sophie Sumner、Lori Taylor、DJ Crazy Neil、J. Errico

季軍：Leila

亞軍：Kiara

冠軍：Laura

### 第十三集：The Girl With The Best Top Model Freakout
本集帶顧眾回顧第十九季的精彩時刻。

## 復活賽系列
本季，全美超級模特兒新秀大賽推出了網絡的一系列名為"復活賽系列"。被淘汰後的女孩繼續參與在照片拍攝，觀眾會選擇一個女孩返回比賽。Leila在第九集返回到比賽。
| 次序 | 參賽者   | 公眾投票平均分 |
| ---- | -------- | -------------- |
| 1    | Leila    | 5.84           |
| 2    | Allyssa  | 5.44           |
| 3    | Brittany | 5.41           |
| 4    | Jessie   | 5.04           |
| 5    | Yvonne   | 4.76           |
| 6    | Darian   | 4.64           |
| 7    | Destiny  | 4.53           |

## 參賽者
- 按淘汰次序排列

| 參賽者            | 譯名       | 香港譯名 | 參賽歲數 | 來自                           | 學院                                        | 名次         |
| ----------------- | ---------- | -------- | -------- | ------------------------------ | ------------------------------------------- | ------------ |
| Jessie Rabideau   | 婕希       | 紫茜     | 23歲     | Speedway, Indiana              | 南加州大學                                  | 第13名       |
| Maria Tucker      | 瑪莉亞     | 瑪莉亞   | 22歲     | Las Cruces, New Mexico         | 哈佛大學                                    | 第12名(退出) |
| Darian Ellis      | 黛芮恩     | 戴麗恩   | 22歲     | Baton Rouge, Louisiana         | 路易西安納州立大學                          | 第11名       |
| Destiny Strudwick | 黛絲堤妮   | 迪茜妮   | 18歲     | Columbus, Ohio                 | Aveda Institute of Columbus                 | 第10名       |
| Yvonne Powless    | 伊凡       | 綺芳     | 20歲     | Austin, Texas                  | 德克薩斯州大學奧斯汀分校                    | 第9名        |
| Allyssa Vuelma    | 艾爾莎     | 雅莉莎   | 20歲     | Fort Lauderdale, Florida       | 佛羅里達州立大學                            | 第8名        |
| Brittany Brown    | 布蘭妮     | 碧妮     | 18歲     | Gilbert, Arizona               | Chandler–Gilbert Community College          | 第7名        |
| Victoria Henley   | 維多莉亞   | 維多莉   | 18歲     | Colquitt, Georgia              | Liberty University                          | 第6名        |
| Kristin Kagay     | 克莉絲汀   | 姬絲婷   | 19歲     | Jacksonville, Florida          | Florida State College at Jacksonville       | 第5名        |
| Nastasia Scott    | 娜絲塔希亞 | 妮絲達   | 19歲     | East Stroudsburg, Pennsylvania | East Stroudsburg University of Pennsylvania | 第4名        |
| Leila Goldkuhl    | 黎菈       | 莉娜     | 20歲     | Framingham, Massachusetts      | University of Rhode Island                  | 季軍         |
| Kiara Belen       | 琪亞菈     | 琪雅娜   | 22歲     | Las Vegas, Nevada              | 爾灣加州大學                                | 亞軍         |
| Laura James       | 蘿拉       | 洛華     | 21歲     | Cambridge, New York            | Paul Smith's College                        | 冠軍         |

## 入圍次序
| 1  | Kristin  | Leila 40.4    | Victoria 34.2 | Laura 42.5    | Nastasia 40.9 | Laura 46.2    | Nastasia 42.2 | Laura 41.0    | Nastasia 39.3 | Leila 48.4    | Kiara 39.0    | Laura 41.2 |  |  |
| 2  | Nastasia | Nastasia 36.6 | Brittany 33.9 | Leila 37.3    | Laura 38.7    | Brittany 39.1 | Brittany 39.2 | Kristin 35.8  | Laura 38.9    | Kiara 42.2    | Leila 38.1    | Kiara 36.6 |  |  |
| 3  | Laura    | Brittany 36.3 | Allyssa 32.9  | Brittany 37.3 | Kristin 38.1  | Allyssa 35.7  | Kristin 38.1  | Kiara 34.8    | Leila 34.9    | Nastasia 40.3 | Laura 35.8    | Leila 35.2 |  |  |
| 4  | Allyssa  | Laura 36.0    | Leila 32.2    | Allyssa 35.5  | Kiara 37.3    | Kristin 33.9  | Victoria 36.7 | Nastasia 33.3 | Kristin 33.3  | Laura 35.9    | Nastasia 35.5 |            |  |  |
| 5  | Destiny  | Kristin 34.7  | Laura 32.0    | Kiara 32.7    | Victoria 36.5 | Kiara 32.8    | Kiara 35.9    | Victoria 32.6 | Kiara 32.5    | Kristin 34.0  |               |            |  |  |
| 6  | Kiara    | Kiara 34.3    | Nastasia 24.1 | Nastasia 32.4 | Yvonne 36.4   | Nastasia 31.8 | Laura 32.9    | Brittany 30.3 | Victoria 31.3 |               |               |            |  |  |
| 7  | Leila    | Yvonne 33.8   | Kristin 27.9  | Victoria 31.2 | Allyssa 30.8  | Victoria 31.7 | Allyssa 29.0  |               |               |               |               |            |  |  |
| 8  | Darian   | Allyssa 32.1  | Destiny 25.1  | Kristin 30.9  | Brittany 29.5 | Yvonne 30.5   |               |               |               |               |               |            |  |  |
| 9  | Maria    | Victoria 31.2 | Kiara 24.1    | Yvonne 29.5   | Leila 29.0    |               |               |               |               |               |               |            |  |  |
| 10 | Jessie   | Darian 28.9   | Yvonne 20.81  | Destiny 27.0  |               |               |               |               |               |               |               |            |  |  |
| 11 | Victoria | Maria 28.1    | Darian 20.78  |               |               |               |               |               |               |               |               |            |  |  |
| 12 | Brittany | Destiny 26.9  | Maria         |               |               |               |               |               |               |               |               |            |  |  |
| 13 | Yvonne   | Jessie 22.4   |               |               |               |               |               |               |               |               |               |            |  |  |

     該參賽者勝出比賽
     該參賽者被淘汰
     該參賽者退出比賽
     該參賽者獲得最高客席評審分
     該參賽者獲得最高大眾評審分
     該參賽者獲得最高挑戰分
     該參賽者獲得最高客席評審及大眾評審分
     該參賽者獲得最高客席評審及挑戰分
     該參賽者獲得最高大眾評審及挑戰分
     該參賽者獲得最高客席評審、大眾評審及挑戰分
- 值得一提，第一集中的排名是被修剪過的。事實上，最後三人的次序是：Victoria，Brittany，Yvonne
- 第三集中，Maria於評審開始前宣布退出。
- 第九集中，Leila因獲得最高大眾評審分，而成功復活。由第九集起，比賽場景轉往牙买加蒙特哥貝。

## 硬照主題
第一週：動物標本

第二週：在花園裡與Rob Evans的黑白裸照

第三週：世界末日的殭屍

第四週：在空中的啦啦隊隊長

第五週：蒸汽朋克與一隻貓頭鷹在火車上

第六週：過胖的黏粘的情況在一家汽車旅館

第七週：監獄的嫌疑犯照片

第八週：在竹筏的三角戀

第十週：瀑布勇士

第十一週：Dream Come True香水

第十二週：Nine West

## 比賽數據
- 參賽者總數：13
- 年紀最大的參賽者：Jessie (23歲)
- 年紀最小的參賽者：Destiny、Brittany、Victoria (18歲)
- 最高的參賽者：Laura (6'0")
- 最矮的參賽者：Kristin、Maria (5'7")
- 贏得最多小挑戰的參賽者：Kiara (4次)
- 連續贏得最多小挑戰的參賽者：Laura (3次)
- 被首先叫名最多的參賽者：Laura、Nastasia 、Brittany(3次)
- 出現在包尾最多的參賽者：Laura、Yvonne、Victoria (3次)
- 連續在包尾最多的參賽者：Laura、Yvonne、Victoria (2次)